# Cefnmeiriadog
Cefnmeiriadog (walisisch: Cefn Meiriadog) ist eine Community und ein Dorf in der Principal Area Denbighshire in Nordwales. Beim Zensus 2011 hatte die Community genau 389 Einwohner.

## Geographie
Cefnmeiriadog liegt in Nordwales an der westlichen Grenze der Principal Area Denbighshire zu Conwy, südwestlich von St Asaph. Die nach einem kleinen Dorf im Südwesten der Community benannte Community besteht primär aus Ackerland und Wäldern sowie aus mehreren verstreuten Weilern. Zwei Regionalstraßen führen durch die Community beziehungsweise verlaufen auf ihrer Grenze, während die anderen Straßen der Community kleine, unbedeutende Straßen sind. Zudem fließen durch die Community mehrere kleine Rinnsale und Bäche; einziger Fluss ist der River Elwy, der einen großen Teil der südlichen Grenze übernimmt. Höchste Erhebung ist der Bryn Meiriadog nördlich des Hauptdorfes. Das Dorf selbst liegt auf etwa 160 Metern Höhe. Geologisch gesehen gibt es in der Gegend ein großes Vorkommen des Minerals Baryt sowie von Fossilien. Ebenso gibt es einige Kalksteinhöhlen oder andere Höhlen, darunter die Pontnewydd-Höhle. Wahlkreistechnisch gehört Cefnmeiriadog zum britischen Wahlkreis Vale of Clwyd beziehungsweise zu dessen walisischem Pendant.

## Geschichte
Abgesehen von den frühzeitlichen Funden in der Umgebung, darunter in der Pntnewydd-Höhle, gibt es auf dem Gebiet der Community Teile einer römischen Straße, einen Cairn datiert auf 2000 v. Chr., die mittelalterliche St Mary’s Well und mehrere elisabethanische Häuser. Am Ufer des River Elwy gab es einst mehrere Getreidemühlen. Zudem lebte in Cefnmeiriadog der walisische Dichter Siôn Tudur (1522–1602).

## Infrastruktur
Cefnmeiriadog hat eine eigene Schule, eine Fußballverein, mehrere Kapellen, darunter die 1863 erbaute St. Mary’s Church, und eine eigene historische Gesellschaft.

## Bauwerke
Auf dem Gebiet der Community gibt es 26 Bauwerke, die in die Statutory List of Buildings of Special Architectural or Historic Interest aufgenommen worden sind, davon 21 als Grade II buildings und fünf als Grade II* buildings. Bei diesen handelt es sich um zwei Einträge für das Gebäude Dolbelidr, die Kapelle Ffynnon Fair und die Adelshäuser Plas Newydd und Wigfair Hall.